# Kistavas
Kistavas (szlovákul: Malé Staškovce) Sztaskóc község része, egykor önálló falu Szlovákiában, az Eperjesi kerületben, a Sztropkói járásban.

## Fekvése
Sztropkótól 14 km-re északkeletre fekszik.

## Története
A falu a 20. század elején jött létre a korábbi Sztaskóc kettéválásával.
Borovszky Samu monográfiasorozatának Zemplén vármegyét tárgyaló része szerint: „Kistavas, azelőtt Zemplénsztaskócz, ruthén kisközség Sáros vármegye határán, 15 házzal és 95 gör. kath. vallású lakossal. Postája Havajon van, a távírója meg Sztropkón. Hajdan a sztropkói uradalomhoz tartozott és az újabb korban a Keglevichek voltak az urai. Most nincs nagyobb birtokosa. 1663-ban a pestis pusztította lakosait. Templom nincs a községben.”
1910-ben 103, túlnyomórészt ruszin lakosa volt. A trianoni békeszerződésig Zemplén vármegye Mezőlaborci járásához tartozott.
1960-ban újraegyesült Nagytavassal a korábbi Sztaskóc néven.

## Külső hivatkozások
- Ruszinok és pásztor-lakosság Kelet-Szlovákiában a középkorban